# Les Aveux de l'innocent
Les Aveux de l'innocent és una pel·lícula francesa dirigida per Jean-Pierre Améris, estrenada el 1996.

## Argument
Serge Perrin deixa la seva província i la seva família cap a París. Però els problemes s'acumulen, així que per trencar la seva vida avorrida, s'acusa d'un assassinat que no va cometre.

## Repartiment
- Bruno Putzulu : Serge Perrin
- Élisabeth Depardieu : la mare de Serge
- Jean-François Stévenin : Inspector Reigent
- Michèle Laroque : la jutgessa
- Julia Maraval : La germana de Serge
- Frédéric Pierrot : El psiquiatra
- Olivier Parenty : Mathieu
- Frédéric Sauzay : Manu
- Bruno Esposito : le germà de Serge
- Daniel Martin : El detingut de l'infermeria
- Jean-Yves Berteloot: El director de l'agència de treball temporal
- Annie Grégorio: la comissària divisional
- Myriam David: Patricia
- Guy Pion: El taxista
- Caroline Bottaro: la secretària interina
- Anne-Pascale Clairembourg: la cambrera del restaurant

## Honors
- Festival Internacional de Joves Directors de Saint-Jean-de-Luz: Chistera al millor director
- 49è Festival Internacional de Cinema de Canes - Setmana de la Crítica: gran Rail d'or[2][3]
- XVII edició de la Mostra de València, Palmera de bronze a la tercera millor pel·lícula.[4][5]